# Rollhockey-Bundesliga 2018-2019
La Rollhockey-Bundesliga 2018-2019 è stata la 88ª edizione del torneo di primo livello del campionato tedesco di hockey su pista. Il titolo è stato vinto dal Germania Herringen per la quarta volta nella sua storia.

## Squadre partecipanti
| Club               | Città          | Stagione precedente                                                 |
| ------------------ | -------------- | ------------------------------------------------------------------- |
| Cronenberg         | Wuppertal      | 5º in Rollhockey-Bundesliga, quarti di finale dei play-off          |
| Darmstadt          | Darmstadt      | 7º in Rollhockey-Bundesliga, semifinale dei play-off                |
| Düsseldorf Nord    | Düsseldorf     | 4º in Rollhockey-Bundesliga, finale dei play-off                    |
| Germania Herringen | Hamm           | 3º in Rollhockey-Bundesliga, vince i play-off, campione di Germania |
| Iserlohn           | Iserlohn       | 6º in Rollhockey-Bundesliga, quarti di finale dei play-off          |
| Recklinghausen     | Recklinghausen | 9º in Rollhockey-Bundesliga                                         |
| Remscheid          | Remscheid      | 1º in Rollhockey-Bundesliga, semifinale dei play-off                |
| Walsum             | Duisburg       | 2º in Rollhockey-Bundesliga, quarti di finale dei play-off          |

## Classifica finale
|                     | Pos. | Squadra            | Pt | G  | V  | VR | PR | P  | GF  | GS  | DR  |
| ------------------- | ---- | ------------------ | -- | -- | -- | -- | -- | -- | --- | --- | --- |
| Germania (bandiera) | 1.   | Germania Herringen | 36 | 14 | 11 | 1  | 1  | 1  | 102 | 53  | +49 |
|                     | 2.   | Remscheid          | 32 | 14 | 10 | 1  | 0  | 3  | 96  | 68  | +28 |
|                     | 3.   | Cronenberg         | 27 | 14 | 8  | 1  | 1  | 4  | 57  | 51  | +6  |
|                     | 4.   | Düsseldorf Nord    | 22 | 14 | 6  | 1  | 2  | 5  | 62  | 55  | +7  |
|                     | 5.   | Iserlohn           | 20 | 14 | 5  | 1  | 3  | 5  | 55  | 55  | 0   |
|                     | 6.   | Darmstadt          | 17 | 14 | 5  | 1  | 0  | 8  | 56  | 58  | -2  |
|                     | 7.   | Walsum             | 11 | 14 | 3  | 1  | 0  | 10 | 51  | 63  | -12 |
|                     | 8.   | Recklinghausen     | 3  | 14 | 1  | 0  | 0  | 13 | 44  | 120 | -76 |

Legenda:
  Partecipa ai play-off per il titolo.
  Vincitore della Coppa di Germania 2018-2019.
      Campione di Germania e ammessa all'Eurolega 2019-2020.
      Ammesse alla Coppa WSE 2019-2020.
Note:
Tre punti a vittoria, due per la vittoria ai tiri di rigore, uno per la sconfitta ai tiri di rigore, zero a sconfitta.

## Play-off
|  | Quarti di finale | Quarti di finale   | Quarti di finale   | Quarti di finale | Quarti di finale |  |  | Semifinali | Semifinali         | Semifinali         | Semifinali | Semifinali |   |   | Finale | Finale             | Finale             | Finale | Finale |  |
|  |                  |                    |                    |                  |                  |  |  |            |                    |                    |            |            |   |   |        |                    |                    |        |        |  |
|  | 1                | Germania Herringen | Germania Herringen | 11               | 15               |  |  |            |                    |                    |            |            |   |   |        |                    |                    |        |        |  |
|  | 8                | Recklinghausen     | Recklinghausen     | 1                | 3                |  |  | 1          | Germania Herringen | Germania Herringen | 4          | 14         |   |   |        |                    |                    |        |        |  |
|  | 3                | Cronenberg         | 4                  | 5                | 3                |  |  | 6          | Darmstadt          | Darmstadt          | 1          | 0          |   |   |        |                    |                    |        |        |  |
|  | 6                | Darmstadt          | 7                  | 2                | 4                |  |  |            |                    |                    |            |            |   |   | 1      | Germania Herringen | Germania Herringen | 7      | 8      |  |
|  | 4                | Düsseldorf Nord    | Düsseldorf Nord    | 5                | 4                |  |  |            |                    | 2                  | Remscheid  | Remscheid  | 4 | 3 |        |                    |                    |        |        |  |
|  | 5                | Iserlohn           | Iserlohn           | 2                | 2                |  |  | 4          | Düsseldorf Nord    | Düsseldorf Nord    | 2          | 3          |   |   |        |                    |                    |        |        |  |
|  | 2                | Remscheid          | 6                  | 2                | 8                |  |  | 2          | Remscheid          | Remscheid          | 6          | 7          |   |   |        |                    |                    |        |        |  |
|  | 7                | Walsum             | 3                  | 9                | 2                |  |  |            |                    |                    |            |            |   |   |        |                    |                    |        |        |  |

## Verdetti
| Verdetto                       | Club                                           |
| ------------------------------ | ---------------------------------------------- |
| Campione di Germania 2018-2019 | Germania Herringen (4º titolo)                 |
| Qualificate in Eurolega        | Germania Herringen                             |
| Qualificate in Coppa WSE       | Remscheid Darmstadt Düsseldorf Nord Cronenberg |